# 불법총론
불법총론은 대한민국 경기도 포천시 신읍동에 있는 책이다. 2014년 8월 29일 경기도의 문화재자료 제179호로 지정되었다.

## 개요
양주 송암사 소장 <불법총론>은 불교의 이치와 개념을 여러 경전과 선어록(선사들의 언행을 담은 기록)을 인용하여 문답형식으로 설명하고 있는 불교개론서로서 천마산 승려 보일이 경진년(1880년)에 필사한 것이다. 비교적 쉽게 접할 수 있었던 언해본 경전과 달리 희귀본인 불교개론 필사본이며 순 한글로 정리된 조선시대 불교개론서로서는 최초로 소개되는 귀중한 자료이다.

## 참고 자료
- 불법총론 - 국가유산청 국가유산포털